# 东坝镇 (金塔县)
东坝镇，是中华人民共和国甘肃省酒泉市金塔县下辖的一个乡镇级行政单位。

## 行政区划
东坝镇下辖以下地区：
梧盛村、渠东村、三上村、大坝村、黑树窝村、三下村、烽火坪村和小河口村。